# 島嶼岬級車輛運輸艦
島嶼岬級車輛運輸艦是一款服役於美國海軍的滾裝車輛運輸艦。

## 發展
美國輪船公司於1972年向巴斯鋼鐵廠訂購了四艘用於運輸混裝貨物與集裝箱貨物的C7-S-95a型貨輪。與早期C7型船隻不同之處在於，該型號配備了艦尾貨物跳板。其營運航速可達23節，主要服務於美國西海岸至亞洲港口間的航線。
然而，由於燃油價格高漲及市場競爭加劇，美國輪船公司於1979年宣告破產，致使這批船隻的商業營運時間相當短暫。最終，美國政府分兩批收購該級船舶，並非配到美國軍事海運司令部轄下。美軍後將該級船隻命名為I-岬級，並以首級艦島嶼岬號作為艦級的名稱。島嶼岬級均採用蒸汽動力系統，目前由後備艦隊負責維護，具備5天內完成戰備啟封(ROS-5)的能力。

## 同級艦
| 艦名         | 舷號     | 造船廠     | 下水       | 服役（民用） | 服役（軍用） | 退役 | 結局      |
| ------------ | -------- | ---------- | ---------- | ------------ | ------------ | ---- | --------- |
| 島嶼岬號     | T-AKR-10 | 巴斯鋼鐵廠 | 1976-12-21 | 1977-06-02   | 1980-04-15   | 尚未 | 處於ROS-5 |
| 強悍岬號     | T-AKR-11 | 巴斯鋼鐵廠 | 1975-11-01 | 1976-06-08   | 1980-05-19   | 尚未 | 處於ROS-5 |
| 伊莎貝爾岬號 | AKR-5062 | 巴斯鋼鐵廠 | 1976-03-15 | 1976-11-30   | 1986-06-09   | 尚未 | 處於ROS-5 |
| 銘文岬號     | AKR-5076 | 巴斯鋼鐵廠 | 1975-05-24 | 1976-04-27   | 1987-09-08   | 尚未 | 處於ROS-5 |

## 補充
1. ↑  根據海軍歸類，也能稱之為I-岬級（Cape I Class）
2. ↑  第一批的兩艘是破產後直接收購的水星號以及木星號，第二批則是在出售給其餘民間機構後，收購回來使用的
3. ↑  該級的艦名皆是以I-字為開頭
4. ↑  為美軍第一批入役的兩艘，並命名為水星號，而後隨著第二批的入役，一同改名為Cape Island
5. ↑  為美軍第一批入役的兩艘，並命名為木星號，而後隨著第二批的入役，一同改名為Cape Intrepid
6. ↑  Inscription

## 外部連結
- Ship's official page on Military Sealift Command
- Ship photo index NavSource Online: Service Ship Photo Archive
- Wikimapia site
- Naval Vessel Register
- navy.mil Ship's official page on Military Sealift Command
- https://www.navsource.org/archives/09/54/545062.htm Ship photo index NavSource Online: Service Ship Photo Archive
- https://wikimapia.org/5155486/SS-Cape-Isabel-AKR-5062-SS-Cape-Inscription-AKR-5076 Wikimapia site
- navy.mil Ship's official page on Military Sealift Command
- http://www.navsource.org/archives/09/54/545076.htm Ship photo index NavSource Online: Service Ship Photo Archive
- http://wikimapia.org/5155486/SS-Cape-Isabel-AKR-5062-SS-Cape-Inscription-AKR-5076 Wikimapia site